# Cryptocat
Cryptocat là ứng dụng web mã nguồn mở có mục đích để tạo ra một nền tảng chat bảo mật, mã hóa cho người dùng..Cryptocat thực hiện mã hóa các tin nhắn chat phía người dùng và gửi chúng tới những server được tin tưởng. Cryptocat được phát hành dưới dạng một plug-in trình duyệt, hỗ trợ Google Chrome, Mozilla Firefox và Apple Safari
Mục tiêu của Cryptocat là để cung cấp một dịch vụ liên lạc mã hóa có tính riêng tư hơn các dịch vụ khác như Google Talk hay Yahoo Messenger, trong khi giữ lại tính thân thiện với người dùng hơn các dịch vụ chat mã hóa khác và còn cho phép việc có nhiều người trong một phòng chat.

## Cách thức làm việc
Cryptocat sử dụng phương thức Off-the-Record Messaging (OTR) để mã hóa. Để tăng tính tính bảo mật Cryptocat tự động tạo ra cặp khóa mới cho mỗi đoạn chat. Cryptocat cũng có thể kết hợp với Tor để ẩn danh máy khách khi kết nối với máy chủ. Dự án cũng có kế hoạch để tạo ra một phiên bản máy chủ cho Raspberry Pi.

## Các nghi ngờ về bảo mật
Các phiên bản trước của Cryptocat bị nghi ngờ về mặt an toàn vì không sử dụng đúng nguồn entropy. Tuy nhiên, các phiên bản sau đã an toàn hơn khi sử dụng bộ tạo ngẫu nhiên trong trình duyệt.
Người phát minh ra Cryptocat Nadim Kobeissi đã bị Bộ An ninh Nội địa Hoa Kỳ chặn lại và thẩm vấn vào tháng 6 năm 2012 tại biên giới Hoa Kỳ vì khả năng chống lại sự kiểm duyệt của Cryptocat. Anh tweet về vấn đề này sau đó, tạo ra sự gia tăng đột biến về só lượng người sử dụng Cryptocat.
Trong năm 2013, mạng Cryptocat đã được chuyến về Bahnhof, một công ty host được biết đến về việc hoạt động trong một hầm tránh bom nguyên tử được xây dựng trong thời kì Chiến tranh Lạnh.
Tháng 2 năm 2013, Cryptocat đã được Veracode kiếm tra và chứng nhận không có bất kì lỗ hổng nào với số điểm tuyệt đối 